# Chlebová polévka

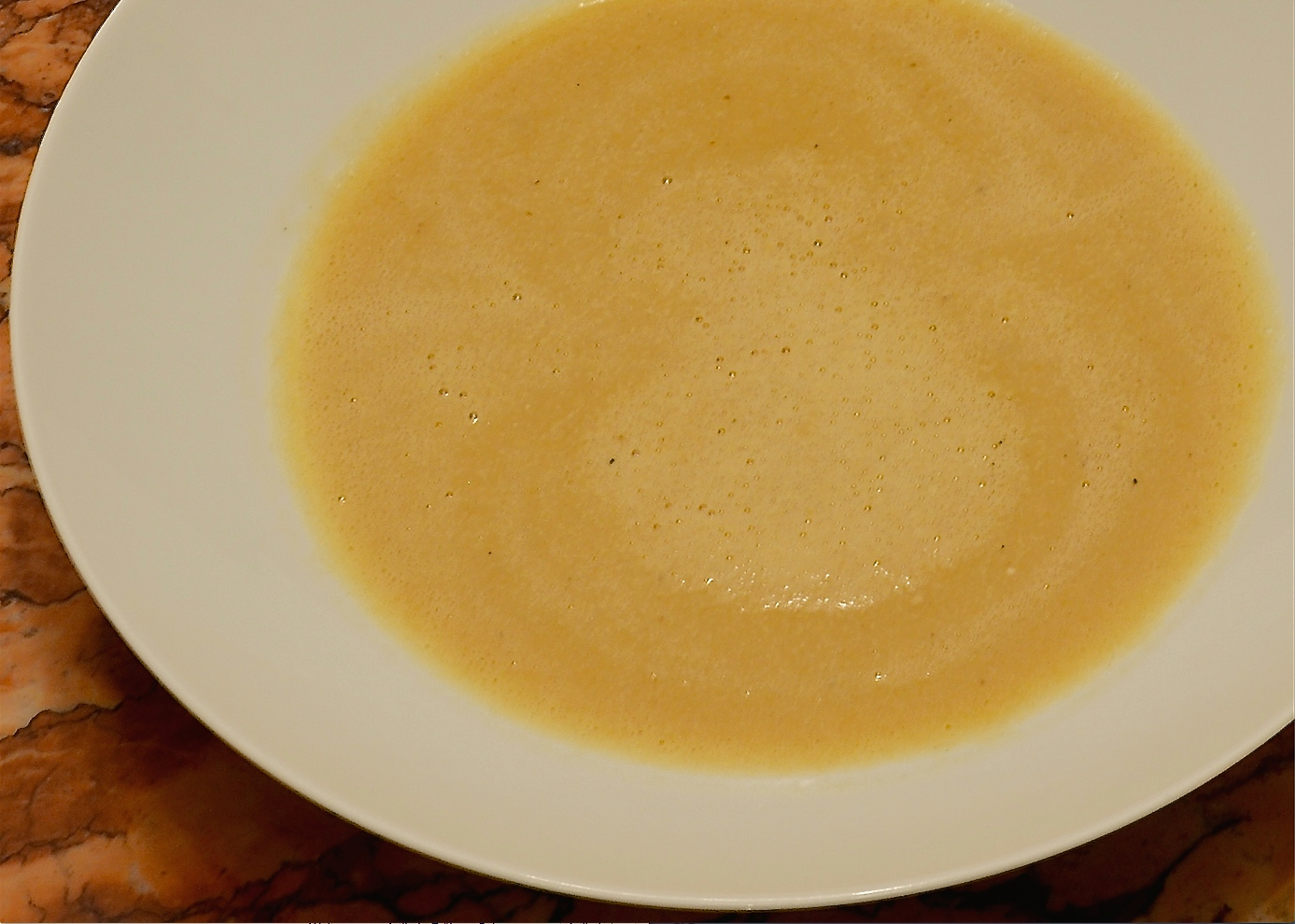
Rakouská krémová chlebová polévka s vínem a smetanou

Chlebová polévka je obecné označení pro polévky různého původu, jejichž hlavní přísadou je chléb. V české kuchyni je chlebová polévka, které se říká žebrácká, tradičním pokrmem, který má ale v 21. století kontroverzní pověst.

## Česká žebračka
Žebrácká polévka, zvaná též panádlová polévka (název je odvozen od německého slova Panadel, které má své kořeny v latinském označení chleba panis) nebo jednoduše žebračka, se vaří z vody a nakrájeného staršího chleba. Výsledná polévka může mít buď jemnou krémovou konzistenci, nebo více hrudkovitou strukturu. Dalšími typickými přísadami jsou kmín a česnek, část vody může v polévce nahradit kefír. Magdalena Dobromila Rettigová svářela starý chléb kromě kmínu ještě s máslem a pepřem, a do polévky kromě toho přidávala vejce.
Vaření chlebové polévky představuje tradiční způsob, jak je možné zužitkovat starší a tvrdší chleba. To je také důvodem, proč tuto polévku dříve připravovaly hlavně chudé domácnosti. Podle aktualizace žebříčku online průvodce TasteAtlas byla česká chlebová polévka k roku 2024 čtvrtým nejhorším jídlem na světě (horší jsou podle žebříčku pouze pokrmy obsahující konzervované sardinky, fermentované žraločí maso nebo sobí krev).
V české literatuře svou averzi vůči chlebové polévce vyjádřila jedna z postav komiksů o Rychlých šípech od Jaroslava Foglara.

## Další chlebové polévky
Rettigová uváděla minimálně šest receptů na chlebovou polévku, kromě žebrácké např. i na vaječnou nebo s klobásou a jitrnicemi. Z různých částí Evropy pocházejí další polévky připravované s chlebem, např. v italské Lombardii vznikla zuppa pavese, tvořená vroucím hovězím vývarem přelitým přes opečené plátky bílého chleba a nerozšlehaná syrová vejce. V Portugalsku se tradičně připravuje chlebová polévka acorda s vejcem a česnekem, na druhé straně Evropy se vaří polská polévka żurek, jejíž hlavní přísadou je několik dní odstátý a následně přecezený výluh (zakwas) z vody, žitné mouky a kůrek z žitného chleba, a která je historicky spjatá se slavením polských Velikonoc. Součástí velikonoční verze bývá světlá klobása.
Ke chlebovým polévkám má blízko rovněž česká polévka kyselo, jejíž podstatou je chlebový kvásek.